# 銀河の鷲 メガロ・ザマック
銀河の鷲 メガロ・ザマック（ぎんがのわし メガロザマック）とは、1982年からイマイより発売されていたSFオリジナルロボットプラモデルのシリーズ。

## 概要
ガンプラブームからロボットアニメはリアルロボット路線へとシフトした。放送終了後もガンプラの人気は維持されたためにプラモデルメーカーはSFロボットプラモデルへと進出した。本作もその一つで、TV媒体に頼らないオリジナルロボットのプラモデルシリーズである。『機動戦士ガンダム』から時間が経ってからの企画のために、どちらかといえば『太陽の牙ダグラム』、『伝説巨神イデオン』、『戦闘メカ ザブングル』といったアニメに影響を受けている。企画・メカニックデザイナーはアートミック代表の鈴木敏充。後述の特記を除き1/144スケールで発売され、定価は300円がメインで、一部、500円や700円もあり。
パッケージ等に使用されたキャラクター（各メカの操縦者）のデザインは、タツノコプロから独立した直後の天野喜孝が手掛けた。鈴木も元々はタツノコプロ出身という繋がりからの起用だった。
同時期にイマイは『超時空要塞マクロス』のスポンサーとなり、その後超時空シリーズを手がける。そのためこのシリーズにはバルキリーのガウォーク形態を模したメカも加えられた。しかし、まもなくTVアニメ提携商品が主流となり、本品は姿を消した。
別売りデカールとしてパーソナルエンブレムがデザインされた。これはガンプラのMSVで、スケールモデル風の製作が行なわれた影響でもある。ノーズアート風の、アニメ風女性キャラのセミヌードの詰め合わせであり、「対象年齢の低い商品だけに販売当時には雰囲気にそぐわない」「時代を先取りしすぎた」などの意見も聞かれた。『メガロコンバットデカール』の商品名で発売され、他に自動車やオートバイにも貼り付けられる大判サイズのステッカーも存在した。デカール・ステッカー共にプラモデルと同じくイマイの発売で、模型店で購入する事ができた。デザイン（イラスト）は、漫画家の早田光茂（秋本シゲル）。早田は小学館が発売した『超時空要塞マクロス』の模型作例集でも同様のパーソナルエンブレムをデザインしており、これはこの作例集の独自設定で、デザイン製作にはアートミックの名前がクレジットされている。

## 設定
銀河創世記、氷河期が訪れたレギオ星では食料危機から、ホリゾン国とラガー国の2大勢力が衝突の危機を迎えていた。両国は全面戦争回避のため秘密組織ゼビュロにより、穀倉地帯が多いマシ国侵略を計画し、秘密を知った科学者5人を暗殺した。その5人の遺児は遺されたパワードスーツを駆りゼビュロに戦いを挑んだ。

## 主な商品ラインナップ
JE-01 ジャウ・ザマック(JHAU-ZAMAC)主人公テニル（17歳）の乗機。十文字のセンサーバイザーに赤い一つ目を持つ人型パワードスーツ。各所にバンパーを付けており、左右非対称の肩を持つ。機体色は青、黒、白の3色。後に各所のバンパーは省略された（プラモデルに合わせて、ボックスアートが修正された）。コクピットは股間部の出っ張りの部分（∀ガンダムと同じ位置）にある。
ZF-31 バ・ガル(VA-GAL)紅一点キャラ、ミリア（17歳）の乗機。ビームサーベル状の剣を持つ。機体色は赤が基調でモノアイと動力パイプを持つ。
YA-25 ジャー・ギガ(JHA-GIGA)ボイド（16歳）の乗機。肩にキャノンを持ち、手に大型ライフルを持つ長距離支援型。紫とグレーの塗り分けで重装甲。
XS-14 ダ・ウェブ(DA-WEB)クレアード（16歳）の乗機。水中用試作型だがなぜか緑の単色に塗装されている。左右肩がイデオン風に伸びており2連装ミサイル発射口がある。両手は巨大なペンチ状クロー。
YP-23 マウ・ドルム(MA-DRUM)マッシュ（15歳）の乗機。量産機哨戒用の機体。茶色を主体とした塗りわけがされているが、爪状のマニピュレーターと角型のキャノピーを持つためにウォーカーマシンのトラッド11に似ている。
MA-92 ガウォーク・ハリアー(GERWALK HARRIER)ハリアーにペンチ状のマニピュレーターを持った両腕と足が生えたデザイン。ロボ形態に変形はしないが、現用戦闘機をモデルにしたコンセプトは『超時空要塞マクロス』のバルキリーそのまま。パッケージアートではキャノピーは存在はするがキット構成が不透明パーツのみで構成されているためキャノピーは存在しない。
なお、後述のガウォーク・ファントムのパッケージサイド解説によるとVTOL機能はファントムより優れているとのこと。
FB-40 ガウォーク・ファントム(GERWALK PHANTOM)ファントムに右腕に掌状のマニピュレーターと左腕にペンチ状のマニピュレーターという非対称の手と足が生えたデザインで前述のガウォーク・ハリアー同様キット構成上キャノピーが存在しない。なお、前述のハリアーと共に最も小型の部類になるため１／100スケールで販売されており同スケールのフィギュア10体セットがおまけで付いていた。
ZS-86 ラン・バラン(RUN-VALAM)敵であるゼピュロ軍の戦闘メカ。パワードスーツと名づけられているが、『超時空世紀オーガス』に登場するイシュキックに似た前面がコックピットのメカである。上半身のロボットの両手が前脚に、下半身がまるごと後脚といったデザインである。
ダ・ガードス(DHA-GARDS)重バトル・ウォーキング・カーゴと呼ばれる大型四脚メカ。『スター・ウォーズ』に登場するスノーウォーカーに似ている。なお、このシリーズでは最も大型の部類になるため商品も1/720 スケールで販売されていた。